# Tulung (Tulung)
Tulung is een bestuurslaag in het regentschap Klaten van de provincie Midden-Java, Indonesië. Tulung telt 3333 inwoners (volkstelling 2010).